# Parlo con te
Parlo con te è una canzone del 2007 scritta e interpretata dalla cantante italiana Giorgia. Si tratta di una ballata pop in cui gli archi e i campionamenti elettronici si mescolano, dando vita a quella che è, secondo la stessa autrice, una disperata richiesta di ascolto.

## Il brano
"Le persone cambiano: se non te ne accorgi, si crea una distanza che diventa sempre più incolmabile col passare del tempo", ha ammesso Giorgia ai giornalisti che le chiedevano di parlare della canzone. "Oggi c'è molta difficoltà di dialogo: nel mio strillare accorato di questo brano c'è l'esigenza di ogni essere umano di venire ascoltato con attenzione. Le persone con cui tentiamo di comunicare spesso credono di essere in ascolto, invece dovrebbero sforzarsi di capire realmente chi è in quel momento il loro interlocutore. Sono gli ostacoli che deve superare una civiltà per rapportarsi con altre civiltà."
Il brano quindi è un invito al dialogo, al confronto, sia nei rapporti personali e quindi in quelli più intimi, sia a livello generale.
Parlo con te è stata lanciata in radio il 12 ottobre 2007 per presentare l'album di Giorgia Stonata.

## Il video
Il particolarissimo videoclip della canzone, che cattura ogni piccolo particolare del viso di Giorgia, è stato diretto da Daniele Persica. Il brano è stato eseguito dal vivo in varie trasmissioni, quali Il treno dei desideri, Domenica in, Parla con me.

## Classifica
| Classifica (2007) | Posizione massima |
| ----------------- | ----------------- |
| Italia            | 19                |